# جمع الحشرات

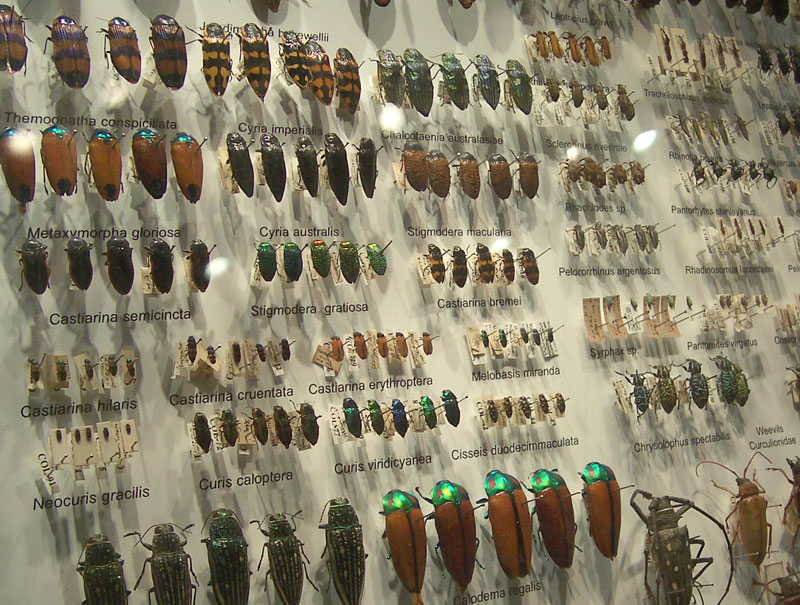
مجموعة خنافس في متحف ملبورن، أستراليا

نظرًا لأن معظم الحشرات صغيرة الحجم ويتعذر التعرف على معظمها دون فحص الصفات المورفولوجية الدقيقة، فإنه غالبًا ما يقوم علماء الحشرات بإعداد مجموعات للحشرات والمحافظة عليها. ويتم الاحتفاظ بمجموعات كبيرة في المتاحف أو الكليات والجامعات، حيث يتم الاحتفاظ بها ودراستها من قِبل المتخصصين. وتطلب الكثير من المناهج الدراسية في الكليات من الطلاب تكوين مجموعات صغيرة. وهناك أيضًا علماء حشرات هواة وأشخاص هواة يحتفظون بمجموعات من الحشرات.
وتاريخيًا، كان جمع الحشرات يتم على نطاق واسع وكان في العصر الفيكتوري هواية تعليمية شائعة جدًا. وقد ترك جمع الحشرات آثارًا في التاريخ الثقافي والأدب والغناء الأوروبي (على سبيل المثال، أغنية جورج براسينز La chasse aux papillons (صيد الفراشات)). ولا تزال الممارسة واسعة الانتشار في العديد من البلدان، وتُعتبر شائعة على نحو خاص بين الشباب الياباني.
ونظرًا لأن بعض أنواع الحشرات لديها هيكل خارجي قوي يحافظ على شكلها بعد موت الحشرات، فإنه من السهل والعملي تكوين مجموعة من هذه الحشرات.

## عملية المعالجة

### تحديد مواقع الحشرات
يشيع انتشار الحشرات في كل جزء من العالم تقريبًا، ويمكن العثور عليها بسهولة من خلال البحث عنها عن كثب في أوراق النباتات أو الزهور أو تحت الصخور والألواح وفي المياه وما إلى ذلك. يذكر هاري إدوين جاكس 60 مكانًا في دليل متميز.

### تقنيات جمع الحشرات

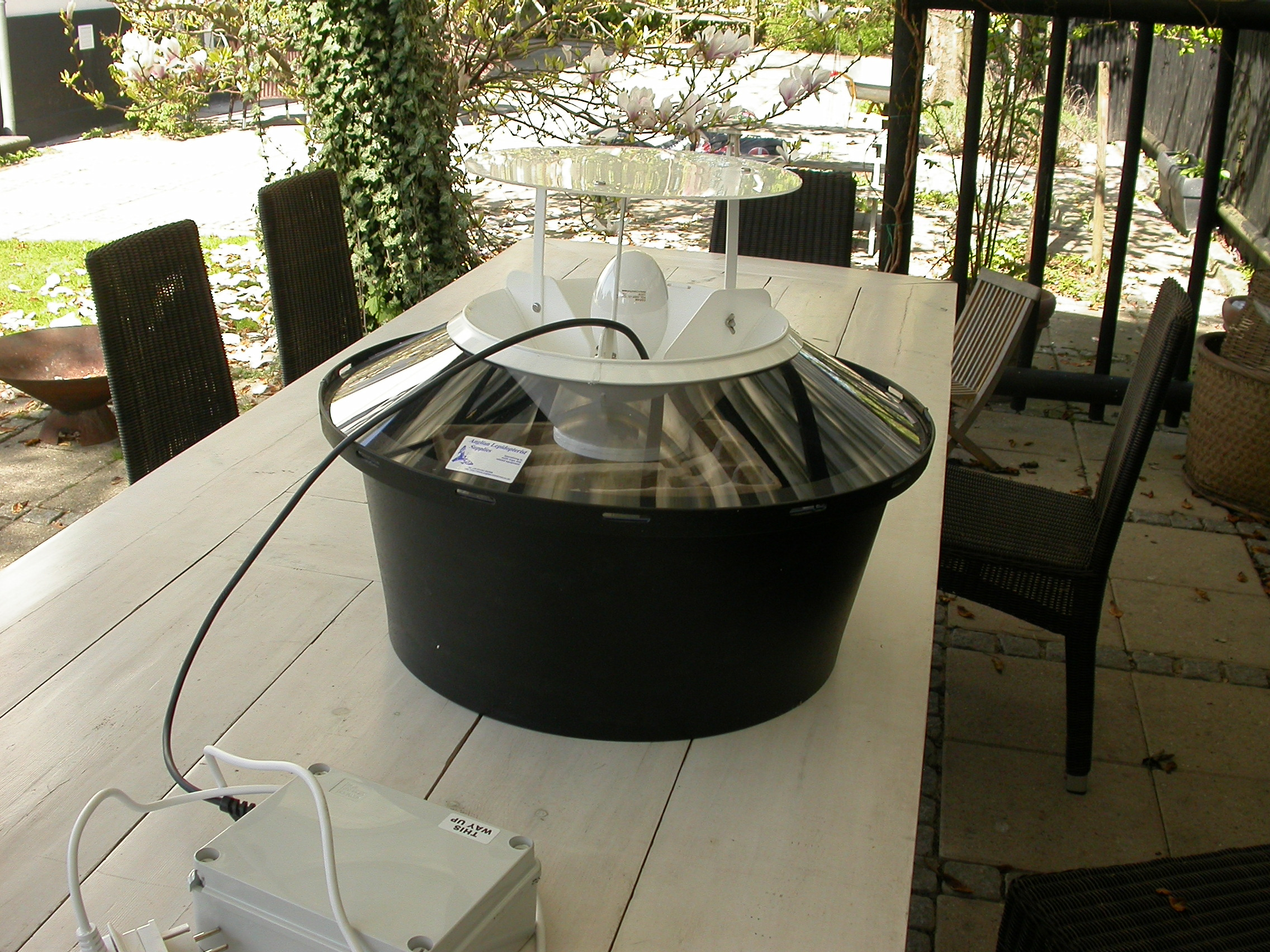
مصيدة روبنسون الضوئية لجمع الفراشات

يتم اصطياد الحشرات بشكل سلبي باستخدام أقماع أو مصائد شركية أو مصائد قارورة أو مصائد مالاسي «على شكل خيمة» أو مصائد اعتراض الفراشات وأنواع أخرى من مصائد الحشرات، التي يتم استدراج بعضها بقطع من الحلوى (مثل العسل). وتُستخدم كذلك تصاميم مختلفة من المصائد الضوئية بالأشعة فوق البنفسجية، مثل مصيدة روبنسون، من قِبل علماء الحشرات لجمع الحشرات الليلية (لا سيما الفراشات) خلال الدراسات المسحية. وتقوم المضخات أو «أجهزة جمع الحشرات» بامتصاص الحشرات الصغيرة للغاية التي يصعب مسكها بأصابع اليد.

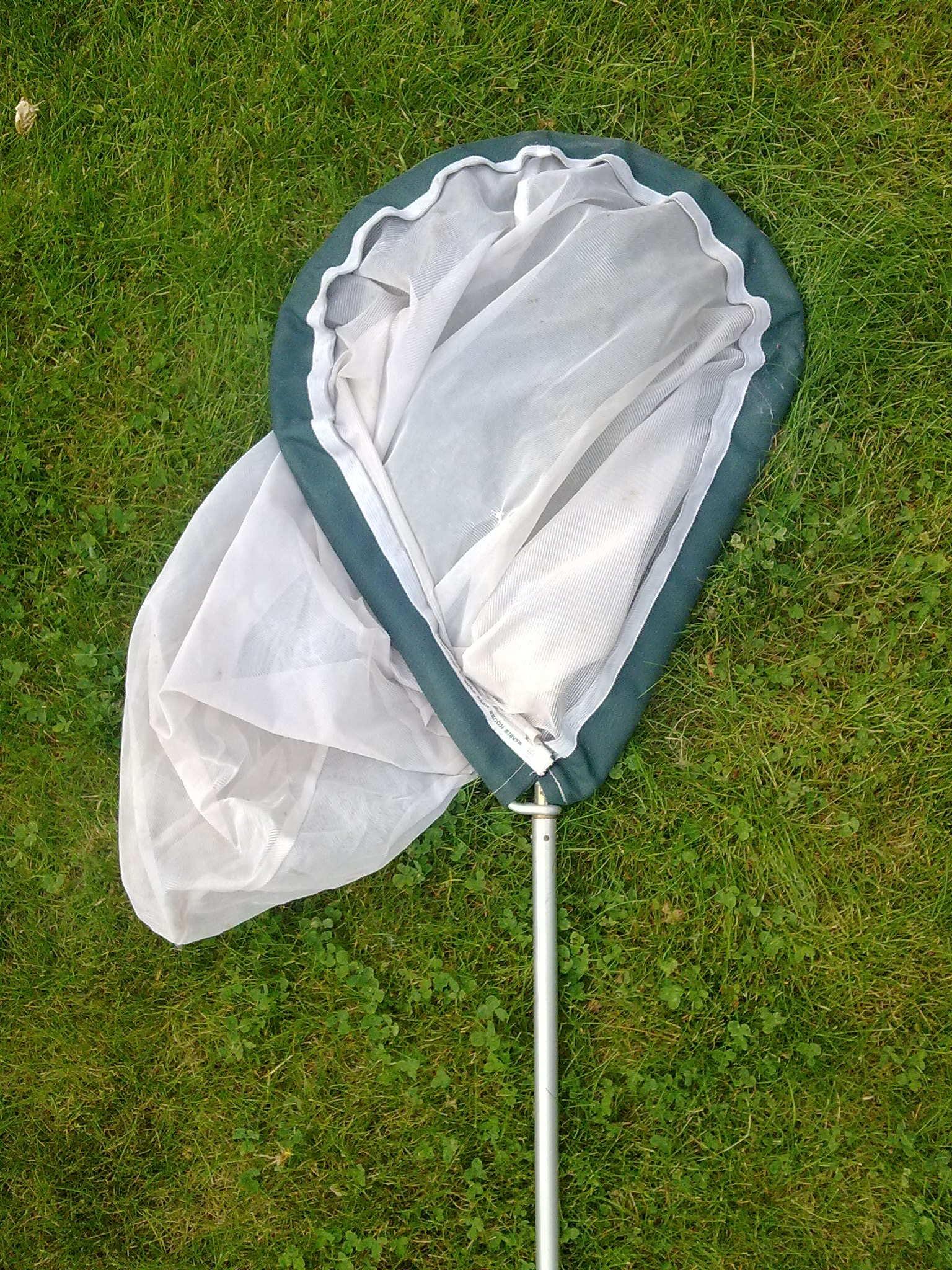
شبكة صيد الحشرات

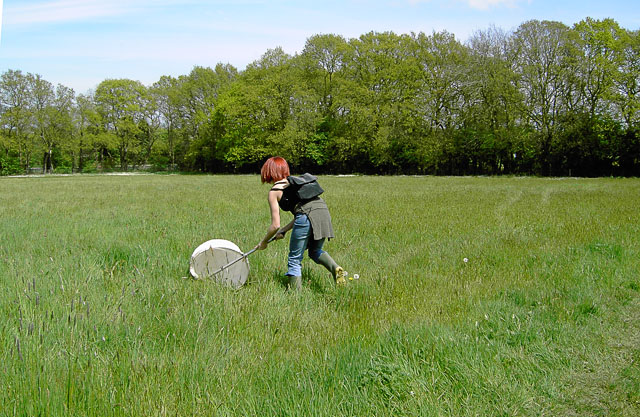
شبكة صيد حشرات الأراضي المعشوبة

تُستخدم عادة بعض أنواع الشبكات المختلفة لجمع الحشرات بشكل فعال. وتُستخدم شبكات الحشرات الطائرة لجمع الحشرات الطائرة. ويتم تصنيع كيس شبكة الفراشات بشكل عام من شبك خفيف الوزن لتقليل الضرر الذي يمكن أن يقع على أجنحة الفراشة الحساسة. وتُستخدم شبكة الدفع لجمع الحشرات من العشب والأغصان. وهي شبيهة لشبكة الفراشات، باستثناء أن الكيس مصمم بشكل عام من مواد أكثر صلابة. ويتم دفع شبكة الدفع إلى الخلف والأمام عبر الغطاء النباتي وتحويل فتحة الكيس من جانب إلى آخر. ويقوم الشخص الذي يجمع الحشرات بالسير إلى الأمام مع دفع الشبكة، ويتم تحريك الشبكة عبر النباتات والأعشاب بالقوة. وهذا يتطلب شبكة ثقيلة متينة للحيلولة دون تمزقها على الرغم من إمكانية استخدام شبكات خفيفة إذا تم دفعها بقوة أقل. ويستمر الدفع لبعض المسافة ثم يتم قلب الشبكة، حيث يكون الكيس معلقًا فوق الحافة، لمحاصرة الحشرات حتى يمكن إزالتها بجهاز المضخة (وعاء لجمع الحشرات به أنبوب يتم امتصاص الحشرات من خلاله). من بين الأنواع الأخرى للشبكات المستخدمة لجمع الحشرات شبكات الضرب والشبكات المائية. تُستخدم مصافي قمامة الأوراق من قِبل متخصصي الخنافس لجمع اليرقات.

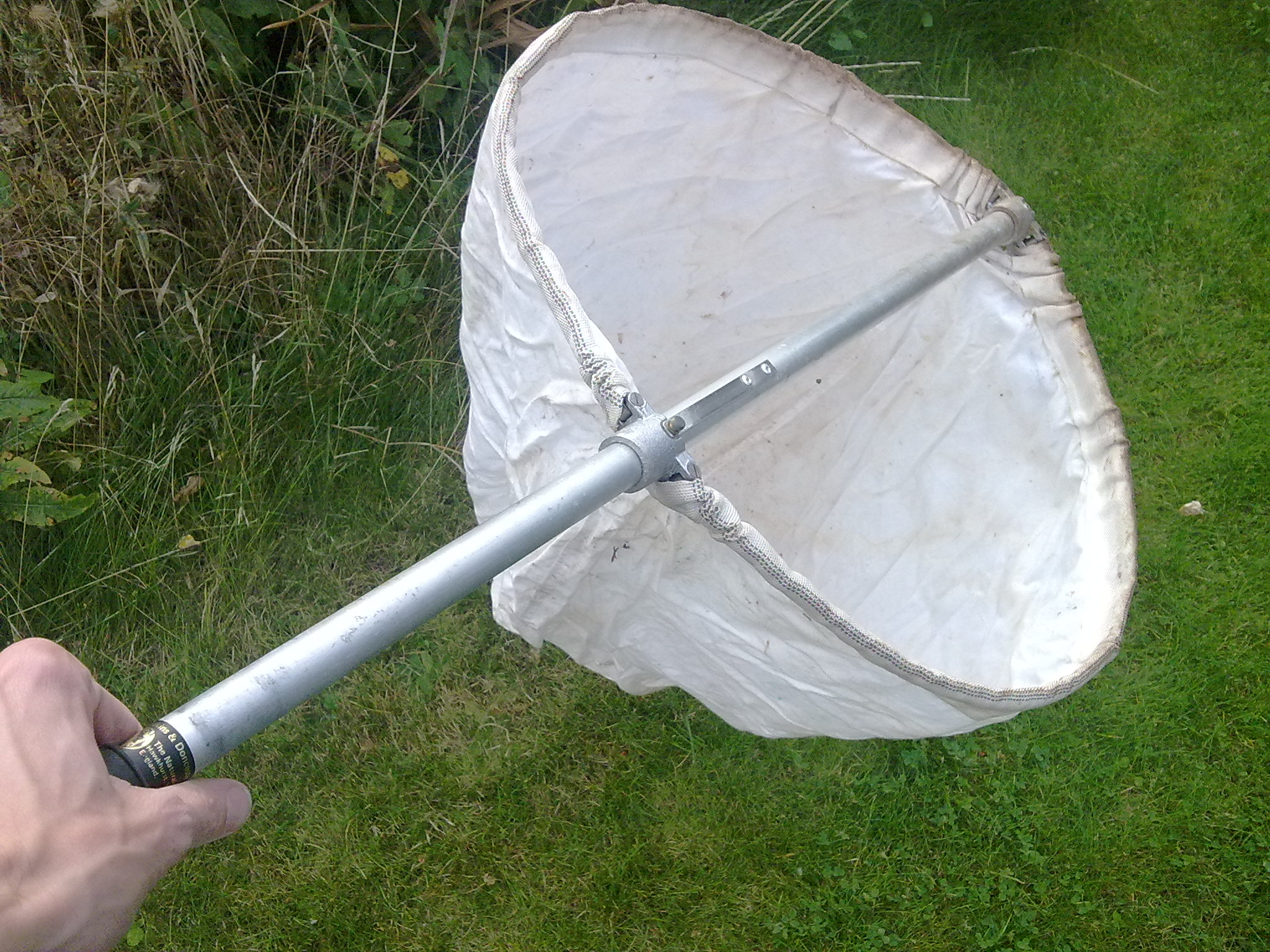
شبكة الدفع

ما إن يتم جمعها، يُستخدم وعاء قتل لقتل الحشرات المطلوبة قبل أن تلحق الضرر بنفسها لمحاولة الهرب. ومع ذلك، تُستخدم أوعية القتل بشكل عام فقط في حالات الحشرات التي تتمتع بأجساد صلبة. وبالنسبة للحشرات ذات الأجساد الرخوة، مثل تلك الحشرات التي تكون في مرحلة اليرقات، يتم تثبيتها في قارورة تحتوي على إيثانول ومحلول مائي.

### التخزين والفحص

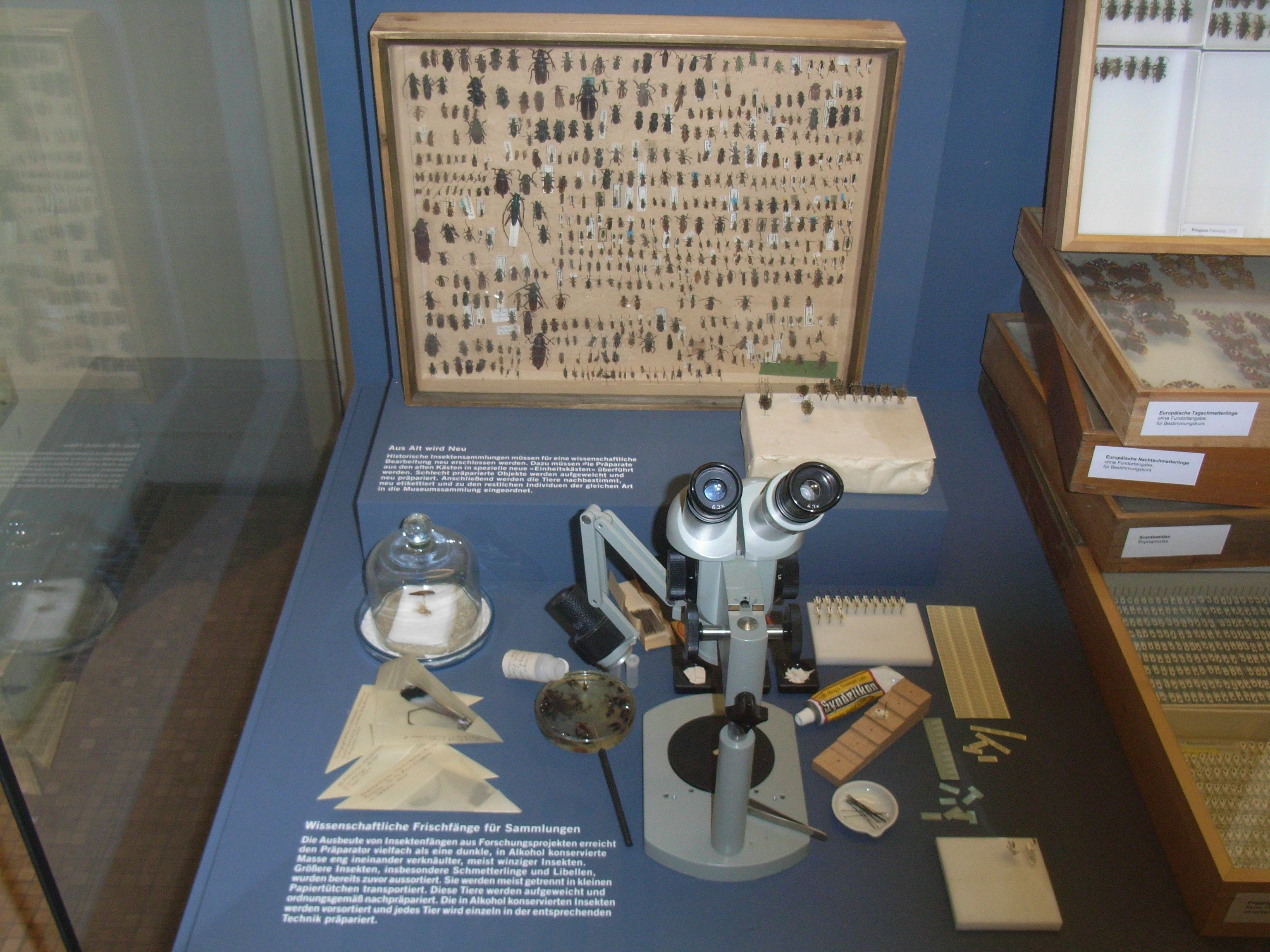
الأجهزة الخاصة بالتحضير

تكمن الطريقة المعتادة للعرض في صندوق زجاجي، مع تثبيت الحشرات على دبابيس حشرات مصنوعة بشكل خاص وغير قابلة للتآكل، مثبتة على ألواح رغوية (عادة بلاستازوت) أو فلين مغطى بالورق في أسفل الصندوق. ولا يتم استخدام الدبابيس الشائعة. ويتم تثبيت الحشرات الصغيرة للغاية على دبابيس صغيرة للغاية على كتلة من بلاستازوت يتم حملها بواسطة دبوس حشرات قياسي أو لصقها بجزء صغير من بطاقة على الدبوس. وهناك إجراءات محددة للتثبيت الصحيح تُستخدم لإظهار الخصائص المميزة للحشرات. وفي بعض الأحيان، يمكن استخدام أشكال مختلفة لا سيما إذا كان هناك أكثر من نوع واحد. على سبيل المثال، يمكن سحب أحد جناحي أو كلا جناحي الخنفساء أو الجُندب لتكون مفتوحة لإظهار بنية الجناح، التي من الصعب رؤيتها بخلاف ذلك. ويجب على الأقل كتابة تاريخ ومكان اصطياد الحشرة أو طباعة هذه المعلومات بواسطة الكمبيوتر على قطعة ورق أو بطاقة وتثبيتها بدبوس. ويسمى ذلك بملصق البيانات.

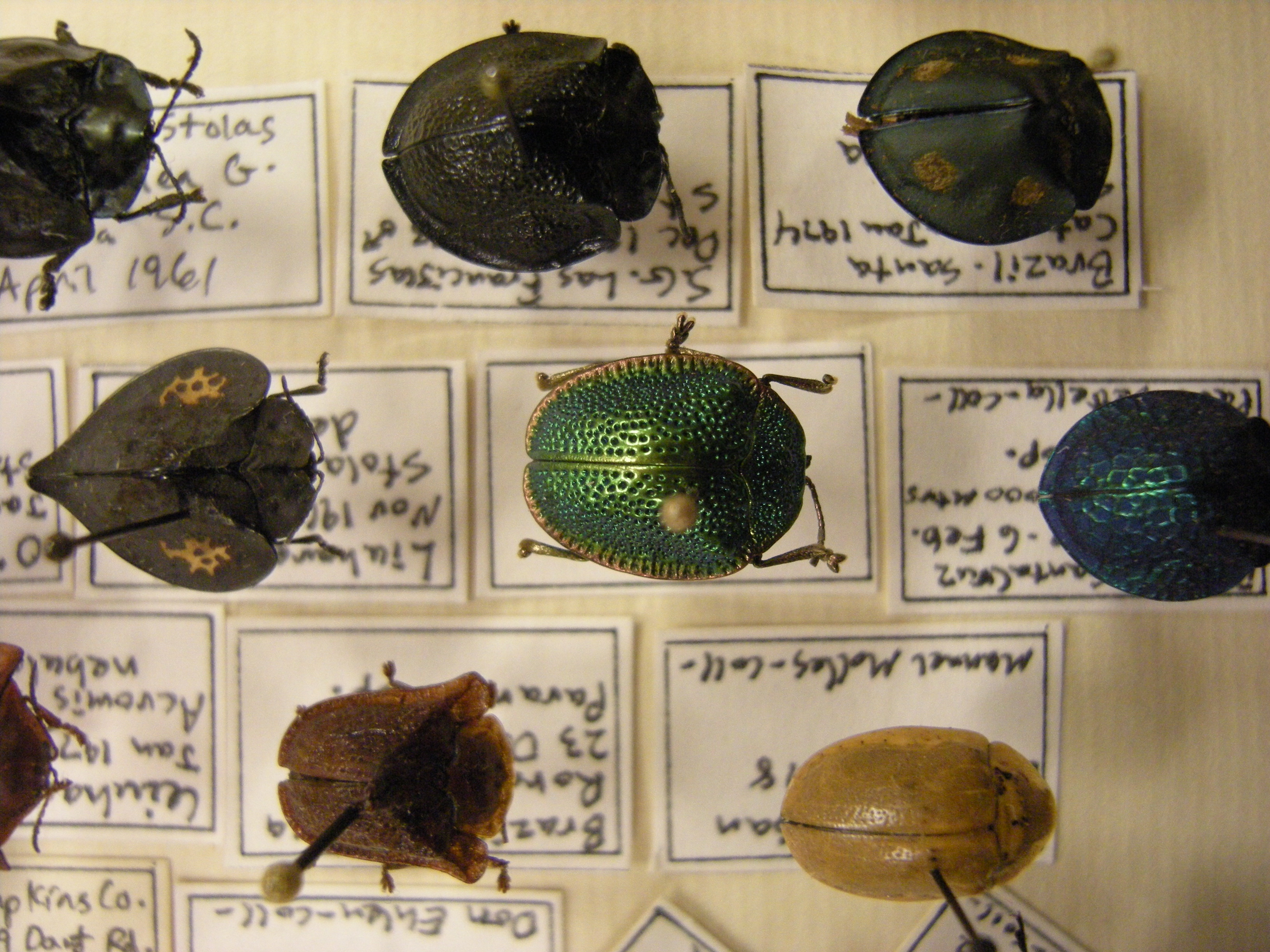
جزء من مجموعة الخنافس. ويتم تثبيت الحشرات بواسطة دبابيس خاصة بالحشرات، والتي تتيح أيضًا المناولة وكذلك تثبيت ملصق البيانات

ويمكن أيضًا الحصول على الحشرات النادرة و/أو الحشرات الموجودة في أماكن بعيدة من العالم عن طريق التجار أو عن طريق التجارة. وذكر البعض أن هناك مجموعات من الحشرات قد بيعت في مزاد.

## كتابات أخرى
Picture Guide series For college students. Out of date but very useful for beginners.
- Harry Edwin Jaques , 1941 How to know the insects; an illustrated key to the more common families of insects, with suggestions for collecting, mounting and studying them. His Pictured-key nature series Mt. Pleasant, Ia.,The author Full text online here Excellent college level guide
- Hongfu, Zhu, 1949 How to know the immature insects; an illustrated key for identifying the orders and families of many of the immature insects with suggestions for collecting, rearing and studying them, by H. F. Chu. Pictured key nature series Dubuque, Iowa,W. C. Brown Co.Full text online here

## المراجع

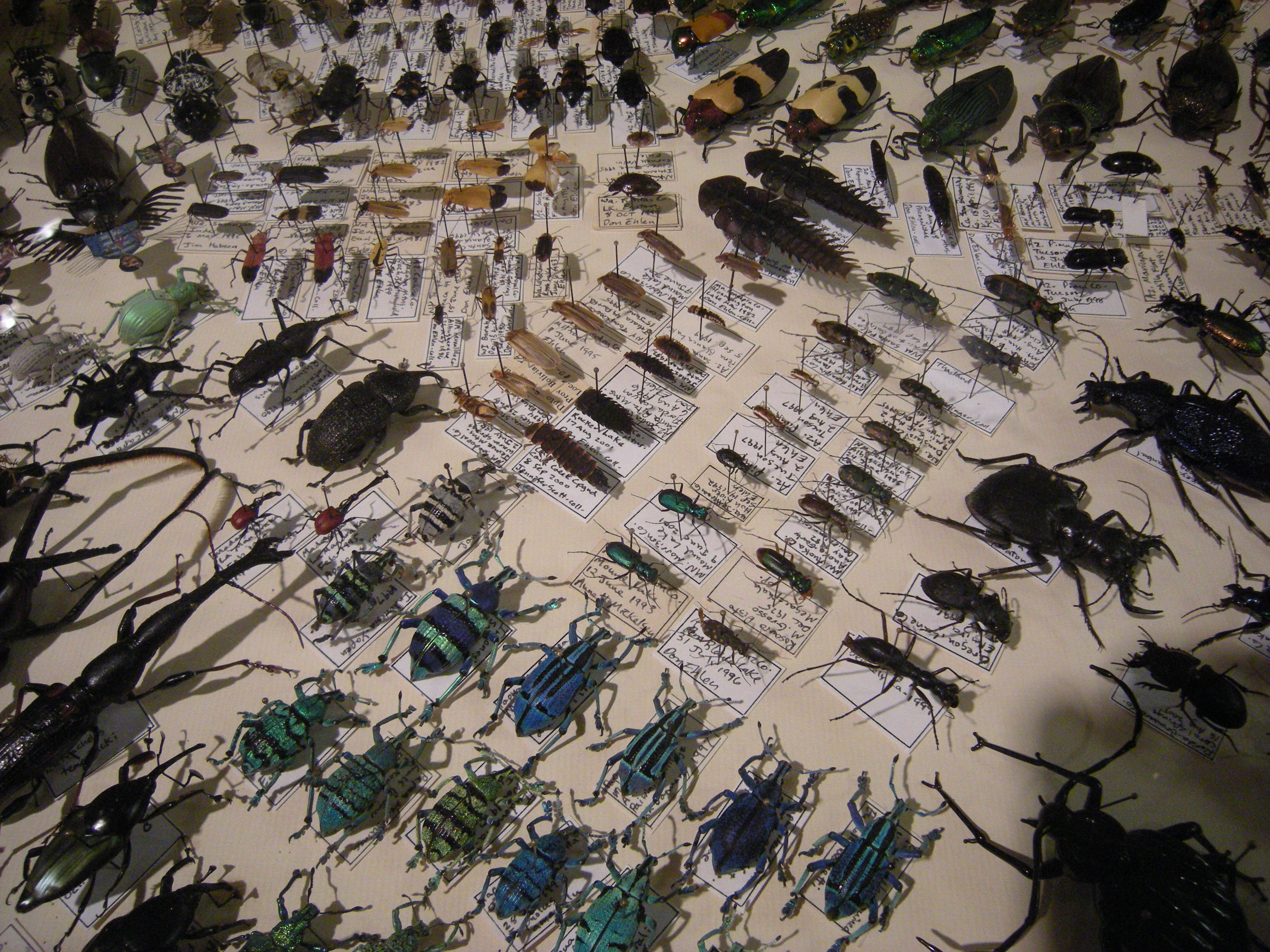

## وصلات خارجية
- Preserving and Curating Insects Methodology
  - Capture methods and techniques Intermediate level
- Collecting and Preserving Insects and Mites: Tools and Techniques; PDF Comprehensive, detailed download.Advanced level.
- How to make an insect collection; containing suggestions and hints designed to aid the beginning and less advanced collector (Wards Natural Science Establishment 1945)
- How to collect and preserve insects (H. H. Ross) Full text of 1962 printing
- Expedition Insect Manual PDF
- Chris Raper Insect Collecting Easy to read Excellent illustrations]
- Nhu Nguyen's Page Beginner level
- Insect Collection Manual Australian Museum introductory guide.Beginner level
- Curation Of Insect Specimens N P S Beginner level
- Museum handbook
- Garthe's Insect Gradebook Butterfly mounting.
- Coke Smith Insect Collection
- A.Tereshkin Devices for Ichneumonidae collecting.Advanced
- Instructions for mounting beetles
- Rationale for insect collecting
- Stuttgart نسخة محفوظة 11 أكتوبر 2013 على موقع واي باك مشين. Scientific collection images.
- Cedar Creek online collection